# Chancharras Pérez
Chancharras Pérez, mit bürgerlichem Namen Pablo Pérez, ist ein ehemaliger mexikanischer Fußballspieler auf der Position eines Stürmers.

## Laufbahn
Bevor Pablo „Chancharras“ Pérez bei Einstieg des Club León in die mexikanische Liga Mayor zur Saison 1944/45 von den Esmeraldas verpflichtet wurde, spielte er in der damals noch auf Amateurbasis betriebenen Fußball-Liga des Bundesstaates Guanajuato für den Erzrivalen CD Irapuato.
Pérez spielte bis zur Saison 1949/50 für die Mannschaft aus León, mit der er in den Spielzeiten 1947/48 und 1948/49 je zweimal die mexikanische Fußballmeisterschaft und den Supercup sowie einmal den Pokalwettbewerb gewann.

## Erfolge
- Mexikanischer Meister: 1948, 1949
- Mexikanischer Pokalsieger: 1949
- Mexikanischer Supercup: 1948, 1949